# 宮崎浩
宮崎 浩（みやざき ひろし、1952年 - ）は、日本の建築家で、株式会社プランツアソシエイツ（東京都中野区、法人番号：6011201004873）代表取締役。福岡県生まれ。

## 経歴
1975年（昭和50年）、早稲田大学理工学部建築学科卒業。1977年（昭和52年）、同大学大学院修士課程修了。
1979年（昭和54年）から1989年まで、槇総合計画事務所に所属。
1989年、プランツ建築デザイン事務所設立。1991年（平成3年）、プランツアソシエイツに改称。
現在､早稲田大学､ 京都工芸繊維大学､ 前橋工科大学非常勤講師。
1994年（平成6年）、中原中也記念館でJIA新人賞受賞。2000年（平成12年）、NSPビルで日本建築学会作品選奨。2021年（令和3年）、長野県立美術館でJIA日本建築大賞受賞。

## 作品
公式ウェブサイトによる。
- 中原中也記念館（1993年 - 1997年）
- ホテルフレックス（1994年）
- 大河原公園（1996年）
- NSPビル（1997年）
- 信行寺西本堂（1998年）
- 再生木ルーバーハウス（2000年）
- 道の駅仁保の郷（2000年）
- 世田谷自動車学校（2000年）
- TAG（2000年）
- 江東メモリアル（2001年）
- SKK松山（2001年）・SKK高知・SKK徳島（2004年）
- 道の駅香南楽湯・香南町保健センター・社会福祉センター・香南アグリーム（2002年）
- 木製建具の家（2003年）
- 安曇野高橋節郎記念美術館（2003年）
- 浄土宗長谷院（2004年）
- 清流寺深沢分院（2005年）
- YKK50ビル（2005年）
- 富士河口湖の家（2006年）
- 駐日インド大使館・インド文化センター・関連住居施設（2009年）
- ebisu green glass（2009年）
- 神楽坂K’s Place（2010年）
- 道の駅よしおか温泉（2010年）
- 駐日タイ王国大使館（2012年）
- 目黒の集合住宅（2014年）
- TPUビル（2015年）
- 東が丘の家（2015年）
- 新山口駅南北自由通路（2016年）・北口駅前広場「0番線」（2019年）
- 道の駅川場田園プラザ川場ルーフ（2017年）
- テラス沼田（2019年）
- 長野県立美術館（2021年）

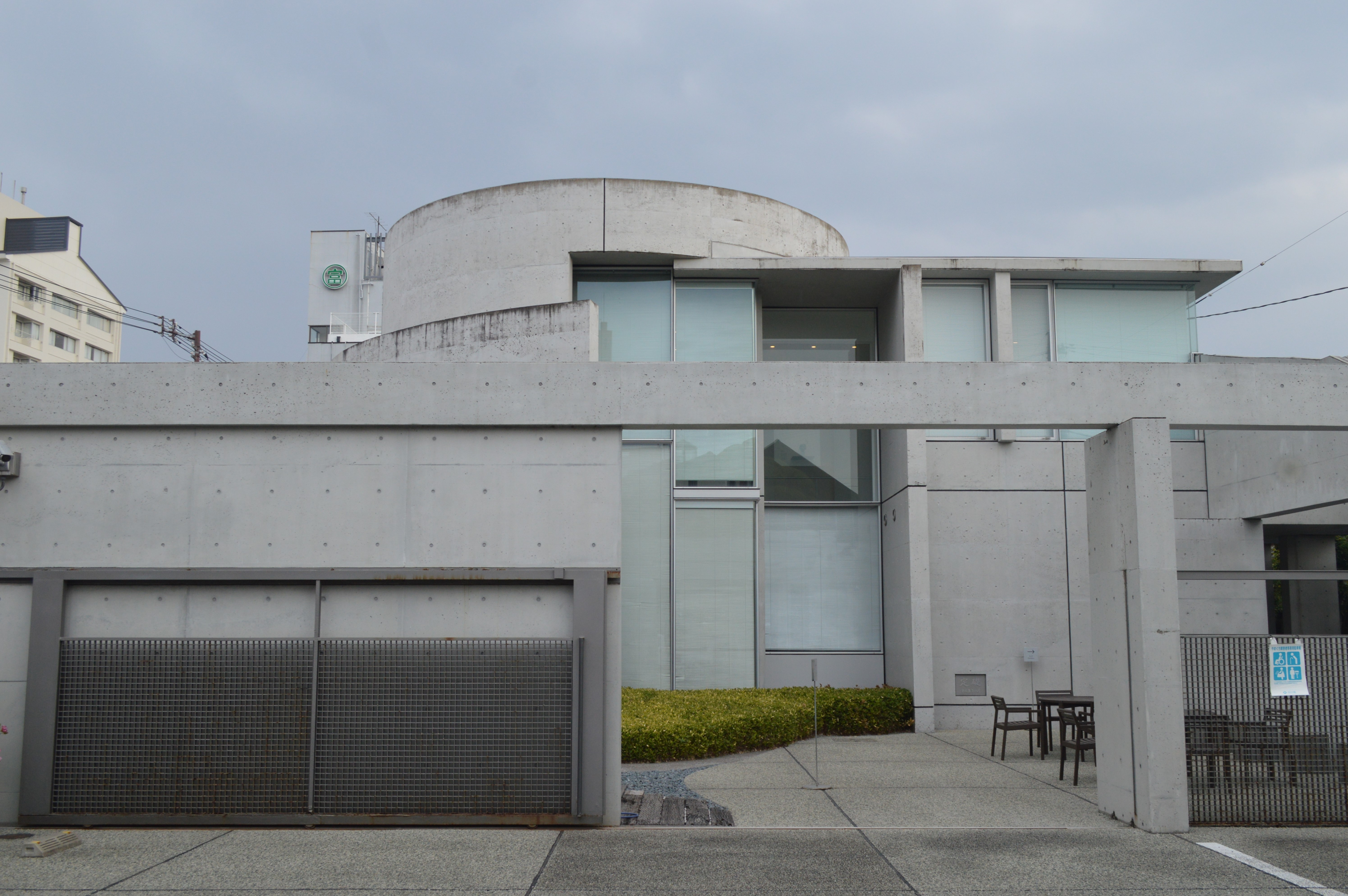
中原中也記念館
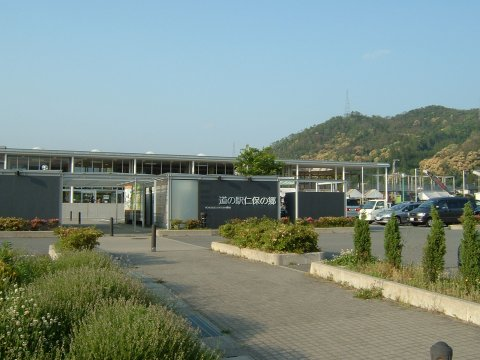
道の駅仁保の郷
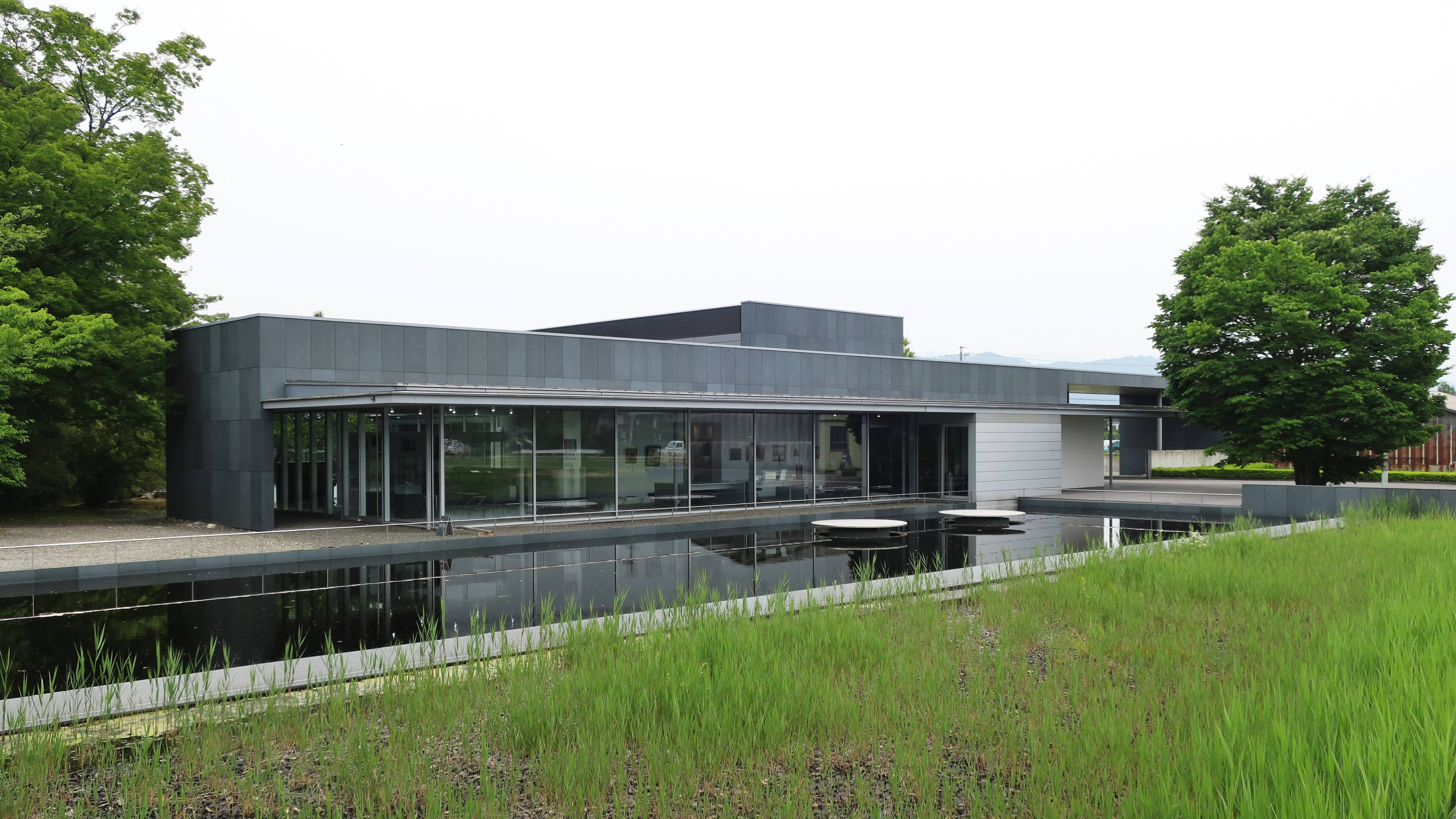
安曇野高橋節郎記念美術館
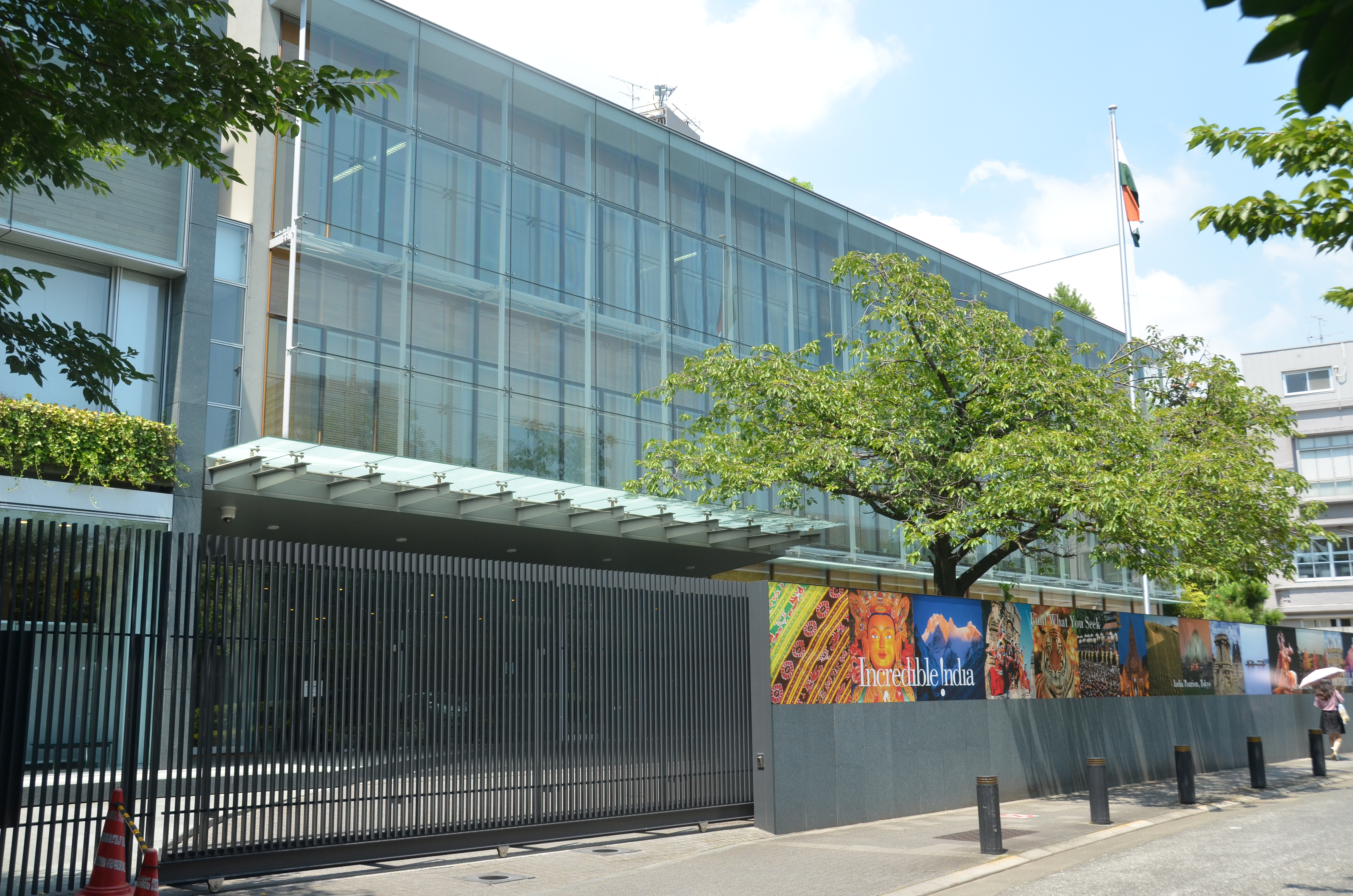
駐日インド大使館
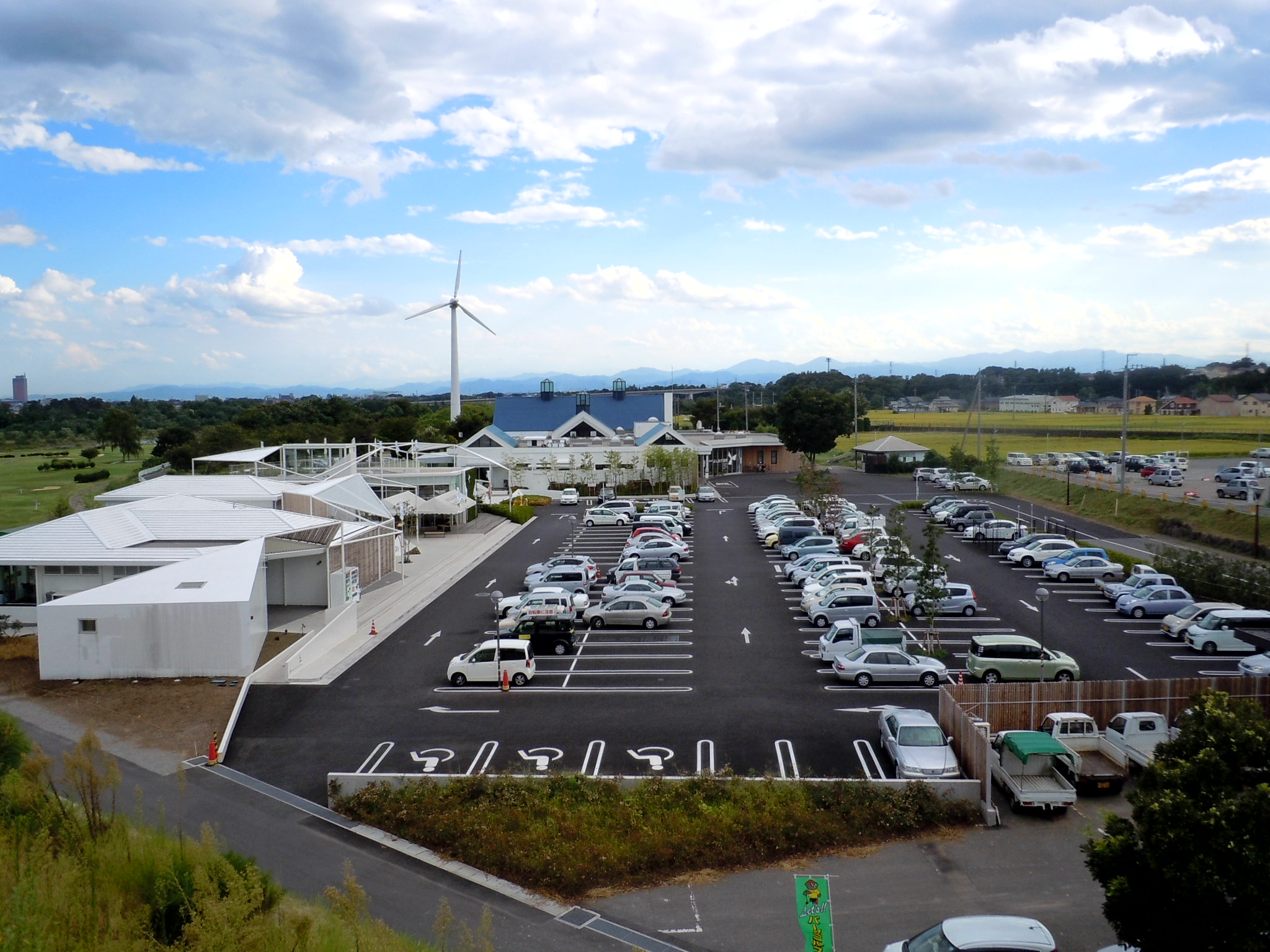
道の駅よしおか温泉
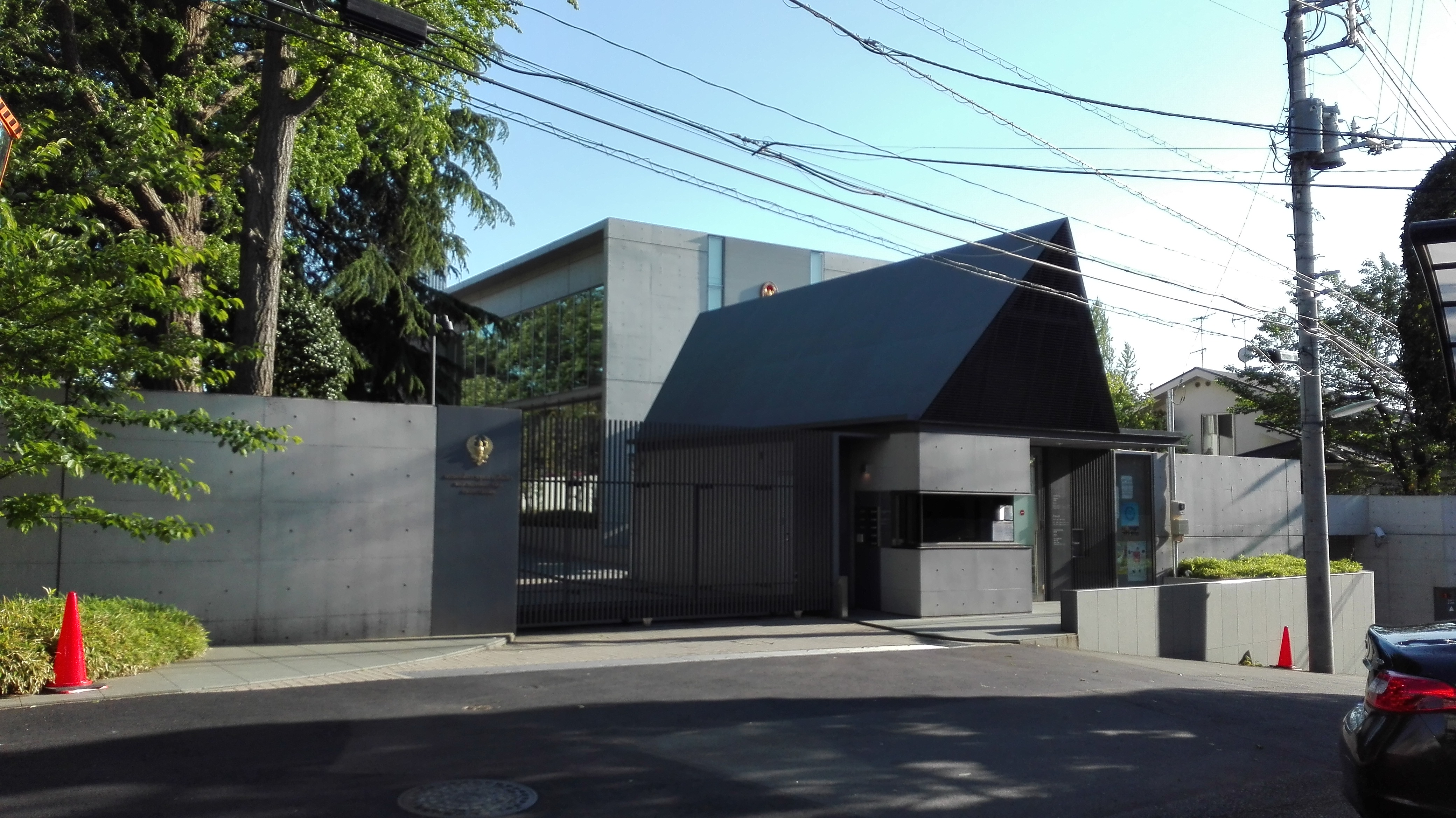
駐日タイ王国大使館
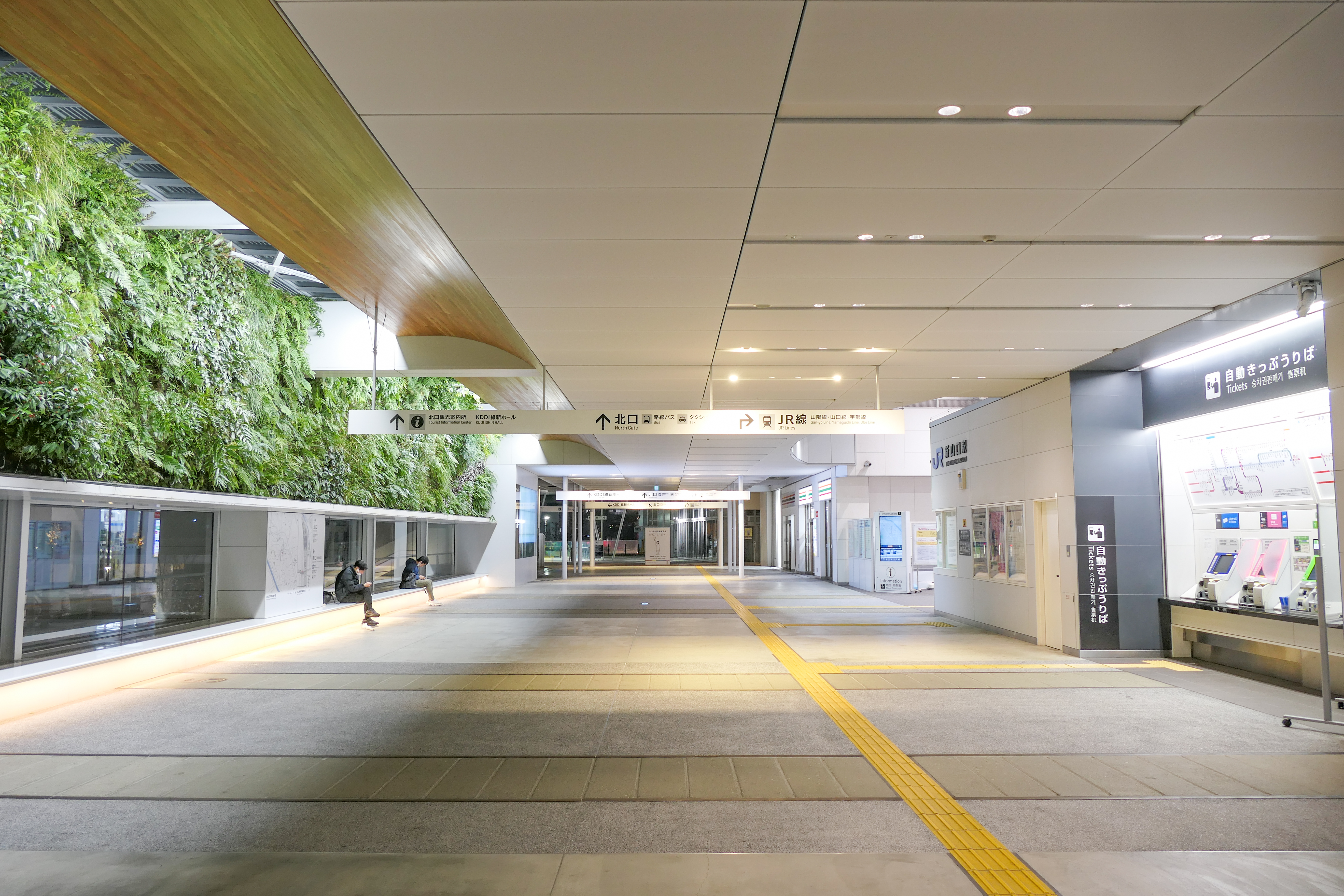
新山口駅南北自由通路
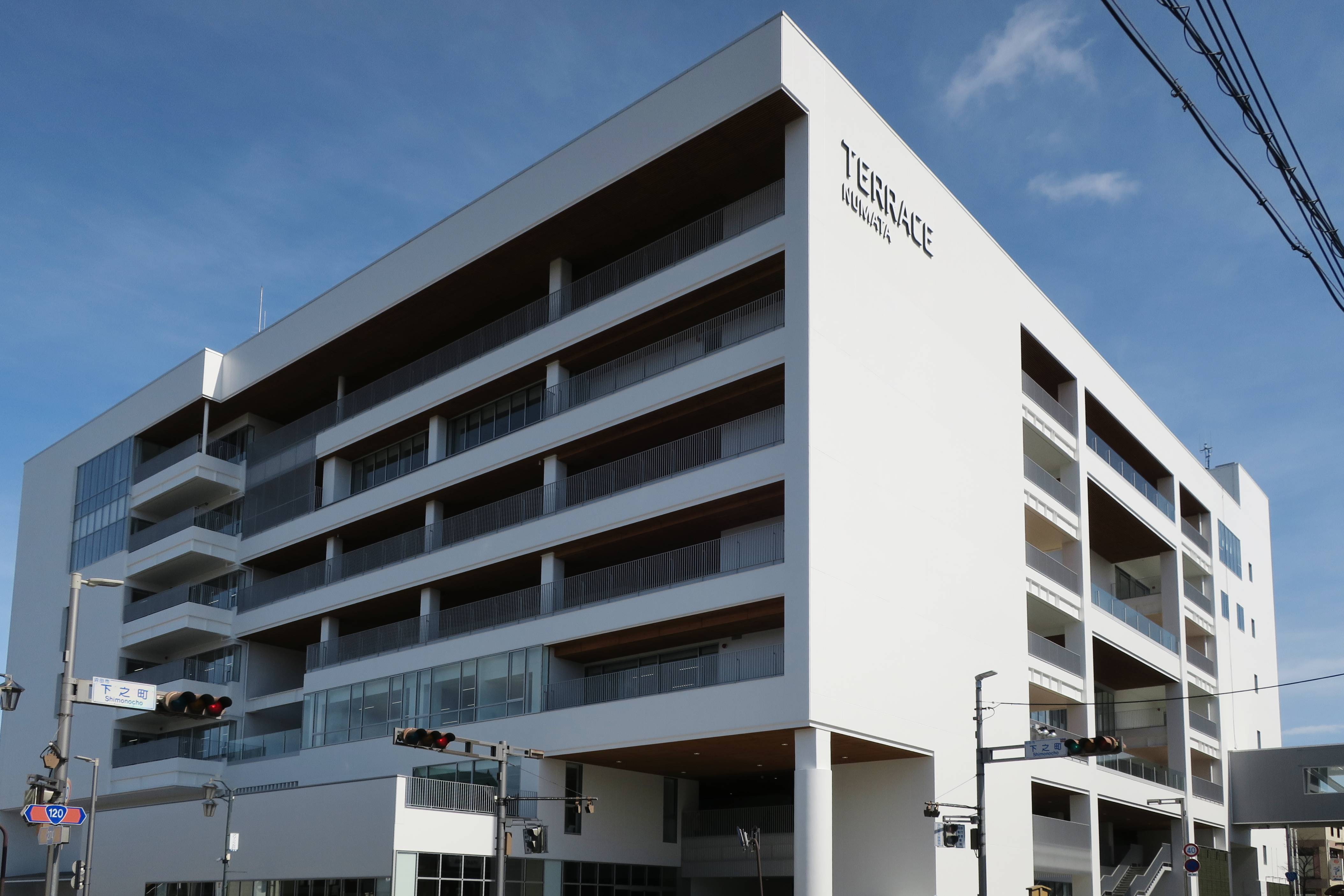
テラス沼田
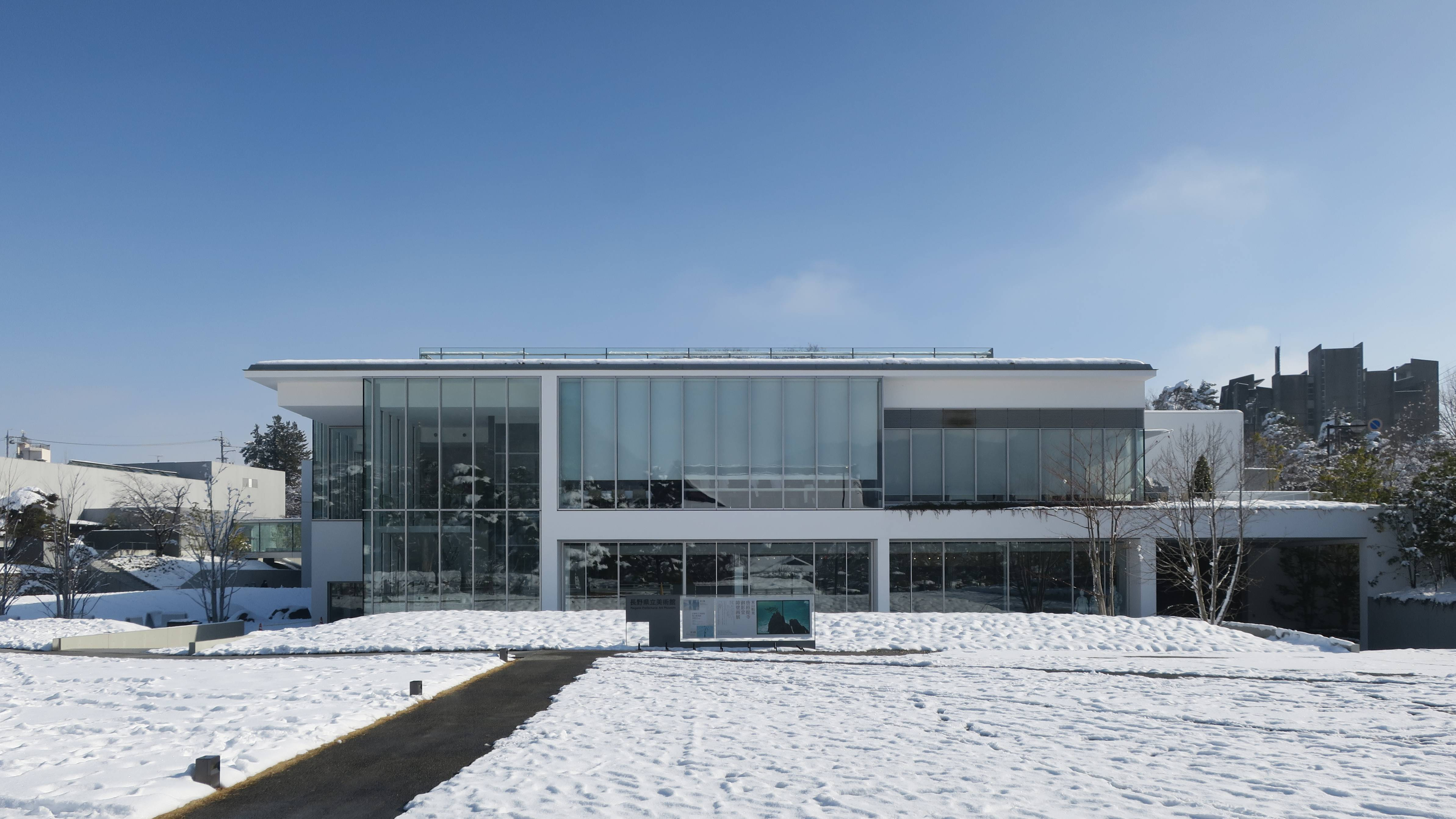
長野県立美術館